# HD 114783 b
HD 114783 b는 처녀자리 방향으로 지구로부터 약 66.6 광년 떨어진 곳에 있는 외계 행성이다. b의 최소 질량은 거의 목성과 같다. 그러나 정확한 질량은 알려져 있지 않으며 궤도 경사각이 얼마나 되느냐에 따라 실제 질량은 더 커질 수 있다. b와 항성과의 거리는 지구~태양 거리보다 20 퍼센트 더 멀다. 공전 궤도는 거의 원에 가깝다. 모항성이 태양보다 어둡기 때문에, HD 114783 b의 대기 최상층은 지구보다 훨씬 더 추울 것이다.

## 같이 보기
- HD 114386 b

## 참고 문헌
- (영어) Vogt;  외. (2002). “Ten Low-Mass Companions from the Keck Precision Velocity Survey”. 《The Astrophysical Journal》 568 (1): 352–362. doi:10.1086/338768. 2019년 12월 7일에 원본 문서에서 보존된 문서. 2009년 6월 21일에 확인함.
- (영어) Butler;  외. (2006). “Catalog of Nearby Exoplanets”. 《The Astrophysical Journal》 646 (1): 505–522. doi:10.1086/504701. 2019년 12월 7일에 원본 문서에서 보존된 문서. 2009년 6월 21일에 확인함.